# Кангва, Эванс
Эванс Кангва (англ. Evans Kangwa; 9 октября 1992, Касама, Замбия) — замбийский футболист, вингер китайского клуба «Циндао Хайню» и сборной Замбии. Старший брат Кингса Кангва.

## Клубная карьера
Начал карьеру в клубе «Нкана». В сезоне 2010 года отличился двумя забитыми голами, в следующем — одним. В декабре 2012 года было объявлено, что Кангва отправится на просмотр в английский «Уотфорд».
3 июля 2014 года было объявлено об аренде замбийца в израильский клуб «Хапоэль» из Раананы. Первый матч в чемпионате Израиля провёл против «Хапоэля» из Петах-Тиквы 13 сентября 2014 года. 25 октября нападающий отметился первым забитым мячом. В матче против «Ашдода» оформил дубль, принеся своей команде победу.
26 августа 2017 года заключил контракт с тульским «Арсеналом». Первый гол в Российской Премьер-лиге забил 15 октября 2017 года в выездном матче против «Зенита». 14 августа 2020 года в матче против «Уфы» братья Кангва были удалены с поля за повторные нарушения правил. 19 июня 2021 года продлил контракт с тульским «Арсеналом» ещё на два сезона. Покинул «Арсенал» 28 января 2023 года.
В феврале 2023 года присоединился к клубу китайской Суперлиги «Циндао Хайню»

## Карьера в сборной
В составе молодёжной сборной Замбии (до 20 лет) в 2011 году стал победителем и лучшим бомбардиром Чемпионата КОСАФА, проходившего в Ботсване.
29 ноября 2011 года Кангва дебютировал в национальной команде, выйдя в стартовом составе в товарищеской встрече со сборной Индии. Нападающий был включён в заявку замбийцев на Кубок африканских наций 2012. На турнире, ставшем победным для его сборной, Кангва не провёл ни одной игры.
3 августа 2013 года во встрече со сборной Ботсваны отметился первым забитым мячом в официальных играх сборной.
Нападающий попал в число 23 игроков для участия в Кубке африканских наций 2015. Кангва сыграл во всех трёх матчах замбийцев на турнире, однако отличиться забитыми мячами ему не удалось.

## Достижения
«Нкана»
- Чемпион Замбии (1): 2013

Сборная Замбии
- Победитель Кубка африканских наций (1): 2012